# Pegomya heteroparamera
Pegomya heteroparamera är en tvåvingeart som beskrevs av Zheng och Fan 1990. Pegomya heteroparamera ingår i släktet Pegomya och familjen blomsterflugor.
Artens utbredningsområde är Sichuan (Kina). Inga underarter finns listade i Catalogue of Life.